# Albéric Descantons de Montblanc
Le baron Albéric Marie Ghislain Descantons de Montblanc, né le 2 septembre 1834 à Ingelmunster et mort le 3 octobre 1914, est un homme politique belge.
Il est le frère de Charles Descantons de Montblanc.

## Mandats
- Membre de la Chambre des représentants de Belgique pour l'arrondissement de Roulers : 1868-1892
- Membre du Sénat belge pour l'arrondissement de Roulers : 1892-1900

## Sources
- Paul Van Molle, Het Belgisch Parlement, 1894-1972, Antwerpen, 1972.
- Oscar Coomans de Brachène, État présent de la noblesse belge, Annuaire 1987, Bruxelles, 1987.
- Jean-Luc De Paepe et Christiane Raindorf-Gérard, Le Parlement belge, 1831-1894. Données biographiques, Bruxelles, 1996.

- Ressource relative à plusieurs domaines :   - ODIS